# Peršeron
Peršeron, správněji peršeronský kůň (Equus ferus f. caballus „Percheron“, francouzsky Percheron) je plemeno tažných koní, které pochází z historické oblasti Perche v severozápadní Francii, po níž je pojmenováno. Nejčastější barvou bývá šedá (grošovaný bělouš) nebo černá (vraník). Peršeroni bývají dobře osvalení a jsou známi svojí inteligencí a ochotou pracovat. Ačkoli jejich přesný původ není znám, předky byli příslušníci plemen přítomných v údolí řeky Huisne do 17. století. Koncem 18. a začátkem 19. století byla kvalita tohoto plemene zušlechtěna příměsí krve arabských plnokrevníků.
Tito svalnatí koně se původně chovali pro válečné účely. Časem začali být používáni k tažení kočárů a dostavníků a vzhledem ke své klidné povaze a vytrvalosti posléze i pro zemědělské a hospodářské účely. Dnes se uplatňují rovněž v agroturistice, protože jejich klidný krok zvládnou i nezkušení jezdci.

## Charakteristika

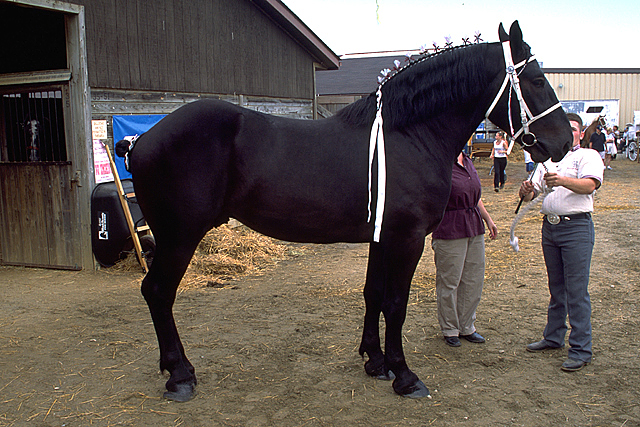
Vraník peršeron

Pokud jde o velikost, která je pro peršerony považovaná za ideální, v různých zemích se liší. Ve Francii sahá v kohoutku od 155 do 185 cm při hmotnosti 500–1200 kg. Ve Spojených státech běžně mezi 168–180 cm, přičemž uznávány jsou velikosti od 152 do 193 cm. Průměrná hmotnost činí 860 kg, maximální pak kolem 1200 kg. V Británii je nejmenší přijatelná výška pro hřebce 168 cm, pro klisny pak 165 cm. Hmotnost se přitom pohybuje od 910–1000 kg pro hřebce a 820–910 pro klisny. Mívají obvykle šedé či černé zbarvení, ačkoli americká plemenná kniha povoluje rovněž registraci hnědáků, ryzáků a grošáků. Ve Francii a v Británii mohou být zaregistrováni pouze šedě či černě zbarvení koně. Mnozí koně mají bílé odznaky na hlavách (například hvězdu nebo lysinu) nebo na nohou (například bílou korunku), to je však považováno za nežádoucí.
Hlava je rovná, ušlechtilá, se širokým čelem, velkýma očima a malýma ušima. Krk je dlouhý, svalnatý a výrazně klenutý, s bohatou hřívou. Peršeroni mají rovněž nápadný kohoutek, rovný hřbet a širokou, svalnatou, kulatou záď. Jejich hrudník je hluboký a široký, nohy krátké, svalnaté, s velkými kopyty a bez rousů. Celkový dojem je pocit robustnosti a síly. Příslušníci tohoto plemene jsou hrdí a inteligentní, jsou však klidní a ochotní pracovat. Dobře se přizpůsobují různým podmínkám a podnebí.
Koně registrovaní ve francouzské plemenné knize mají na krku vytetována propletená písmena „SP“, iniciály Société Hippique Percheronne neboli Společnosti koní peršeron.
V 19. století dokázali peršeroni urazit klusem v zápřahu až 60 km.